# アルフレート・ウール
アルフレート・ウール（Alfred Uhl、1909年6月5日 - 1992年6月8日）は、オーストリアの作曲家。

## 経歴
1909年ウィーン生まれ。ウィーン音楽院でフランツ・シュミットに師事し、1932年に卒業した。卒業後はスイスのチューリッヒで楽長として働きながら、映画音楽を作曲した。1938年にオーストリアがドイツに併合されると、帝国音楽院で働いた。1940年に徴兵されたが、負傷してウィーンに戻った。1943年に大管区指導者バルドゥール・フォン・シーラッハによりウィーン・シューベルト賞を受賞し、ウィーン音楽アカデミーの教授に任命された。このころの作品には『交響的行進曲』（1942）、『青年のためのファンファーレ』（1944）などがある。
1945年から1979年までウィーン音楽院（現ウィーン国立音楽大学）で作曲と音楽理論を教え、1959年にはオーストリア国家賞を受賞した。教え子にフリードリヒ・チェルハなどがいる。

## 作曲作品について
作風は新古典主義音楽、無調、十二音技法、伝統的な音楽を組み合わせたものである。代表作には『3つのクラリネットとバスクラリネットのためのディヴェルメント』や、クレメンス・クラウスが初演した『クラリネットとオーケストラのための協奏交響曲』などがある。

## 主な作品

### オラトリオ
- ギルガメシュ

### 管弦楽
- ヴェネチア風ワルツ
- シンフォニエッタ
- 室内協奏曲

### 室内楽
- ディヴェルティメント～3つのクラリネットとバスクラリネットのための

### マンドリンオーケストラ
- フランス風ワルツ

### 器楽
- 48の練習曲～クラリネットのための